# Birch Grove

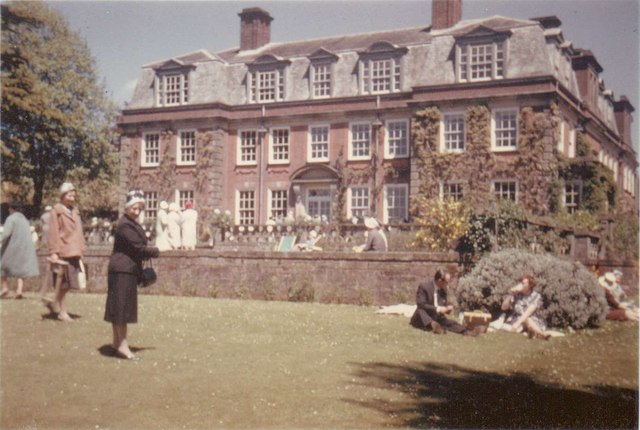
Fotografi av Birch Grove taget från trädgården, 1962.

Birch Grove i Horsted Keynes i West Sussex i England är ett lantställe med anor från 1926. Det var familjehem för den brittiske konservative premiärministern Harold Macmillan, earl av Stockton, som dog där 1986. Under Macmillans tid bodde Charles de Gaulle, Dwight D. Eisenhower, Nikita Chrusjtjov, Jawaharlal Nehru och John F. Kennedy som gäster på Birch Grove. Huset ägs nu av den skotske entreprenören James Hay. Birch Grove är en kulturminnesmärkt byggnad.

## Historia
Maurice Macmillan och hans fru Helen (känd som Nellie) köpte egendomen, ett stort hus och drygt 40 ha mark, i maj 1906 för 13 000 pund. Huset byggdes om nästan helt 1926 på Nellies begäran. Samtidigt övertalade Nellie Maurice att göra Harolds två äldre bröder arvlösa och lämna huset och egendomen till Harold. Nellies hängivenhet till, och stöd för, Harold var en viktig faktor i hans efterföljande karriär - Nellie förmanade en gång Harolds barn när de sprang genom Birch Grove; "Sparka inte på den där dörren. Det här huset kommer att tillhöra Englands premiärminister en vacker dag".

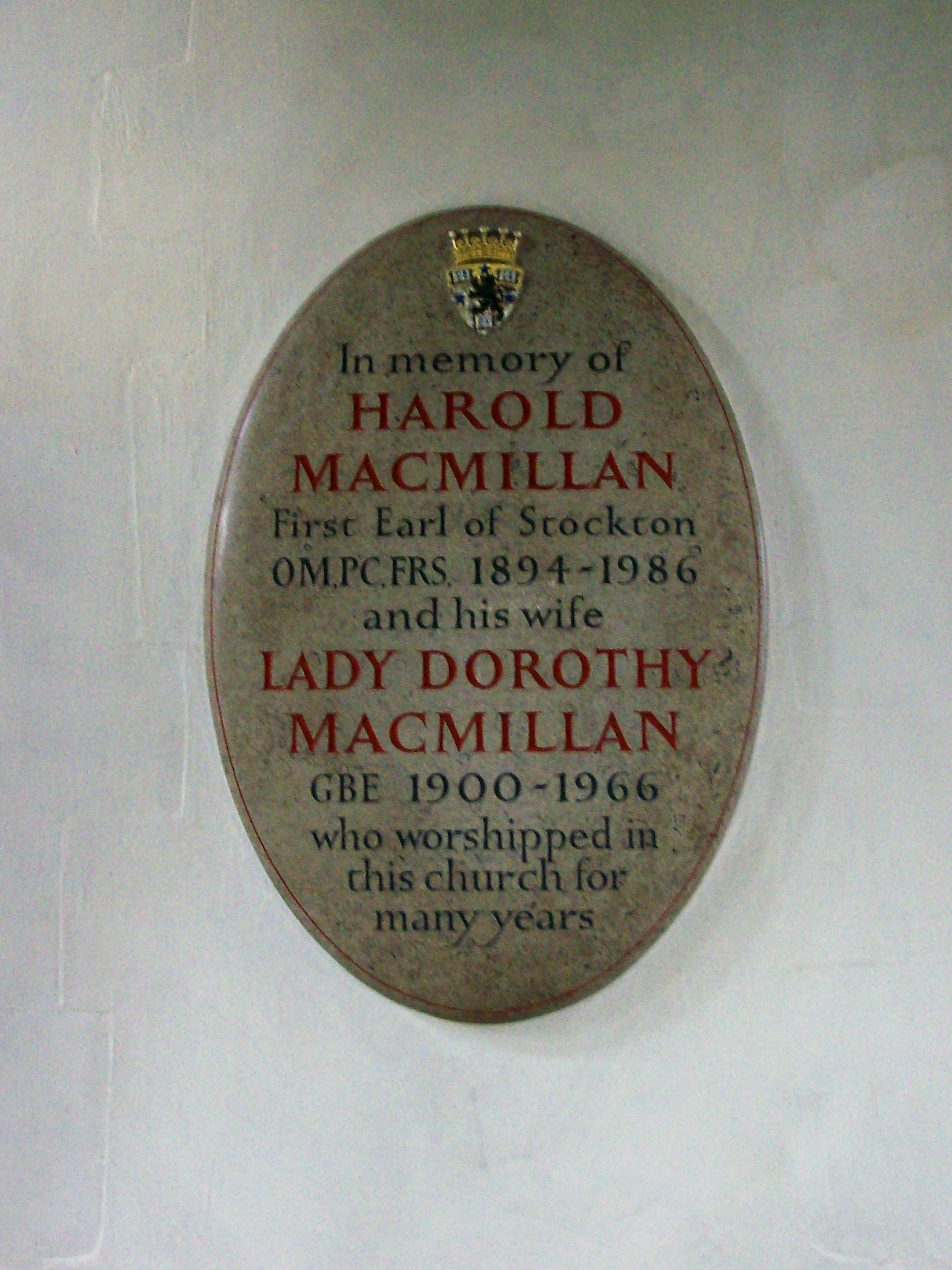
Minnestavla över Harold och Dorothy Macmillan i kyrkan St Giles, Horsted Keynes.

Macmillans dagboksanteckning från den 7 augusti 1951 visar att han återvände till huset efter en frånvaro på över ett decennium. "Möblerna packas upp och den stora förvirring som pågått i tolv år (vi lämnade den till en förskola 1939 och till en förberedande skola 1945) håller på att reda ut. På det hela taget är skadorna mindre än jag förväntade mig...". När Macmillan utnämndes till försvarsminister i slutet av 1954 erbjöds han att använda Dorneywood av den dåvarande premiärministern Winston Churchill. Macmillan avböjde och använde därefter inte Chevening i någon större utsträckning under sin tid som utrikesminister, eller Chequers som premiärminister. Han föredrog sitt eget hem och "Lady Dorothy tycker inte om att rensa ogräs i andras trädgårdar".
Macmillans dagboksanteckning från den 25 november 1961 återger president de Gaulles besök. "Huset ser underbart ut. [de Gaulles] blodplasma finns i ett speciellt kylskåp i vagnshuset. Poliser (med och utan hundar) finns i trädgården och i skogen (en av dem bet glatt Daily Mail-mannen i baken). På det hela taget en mycket trevlig föreställning". Det var platsen för Macmillans historiska möte med USA:s president John F. Kennedy i juni 1963. Andra prominenta politiska besökare i huset under Macmillans tid som premiärminister var Dwight D. Eisenhower, Nikita Chrusjtjov och Jawaharlal Nehru.
I Macmillans dagboksanteckning för den 30 mars 1966 står det om kvällen före valet: "Både Heath och Wilson gjorde bra slutsändningar – åtminstone säger folk. Jag har inte tittat på någon TV. Lyckligtvis har vi inte instrumentet hos B.G. (utom i tjänarsalen)." Familjerelationerna i Birch Grove förblev något ansträngda efter Macmillans pensionering från premiärministerposten 1963. Macmillans förhållande till sin ende son Maurice var kyligt, och Dorothys förhållande till Maurices fru Katie var inte varmare. Dorothy brukade kräva att besökarna i huset skulle låsa och regla alla dörrar och fönster, "annars kommer Katie och hämtar möblerna!"
Den 22 maj 1966 dog Dorothy i huset, efter att ha drabbats av en dödlig hjärtattack i hallen. Tjugo år senare, den 29 december 1986, dog Macmillan i Birch Grove vid 92 års ålder. Både han och Dorothy är begravda på familjen Macmillans gravtomt i deras lokala kyrka, St Giles, Horsted Keynes, där en plakett som rests av deras överlevande barn dokumenterar deras regelbundna tillbedjan.
År 1989 såldes Birch Grove av Macmillans barnbarn, Alexander Macmillan, 2:e earl av Stockton, som hade ärvt earldömet vid sin farfars död. 2011 köptes huset för 25 miljoner pund av entreprenören James Hay. Närmast föregående ägare var den kinesiske affärsmannen Larry Yung.

## Arkitektur och beskrivning
Birch Grove ligger i utkanten av Ashdown Forest nära Chelwood Gate i East Sussex, även om själva huset ligger i West Sussex. Det är en kulturminnesmärkt byggnad, även om Historic Englands notering gör det klart att detta är för dess historiska associationer snarare än något inneboende arkitektoniskt värde. Arkitektboken Pevsner beundrar inte längre huset och beskriver det som " en olycklig förening mellan drottning Anne och ett mansardtak som tynger ner huset". Macmillans officiella levnadstecknare Alistair Horne noterar att Nellies återuppbyggnad av Birch Grove var "ett av endast två eller tre sådana större bostadsbyggnadsarbeten som genomfördes under depressionen". Huset är byggt efter en kvadratisk plan, med fyra områden vardera av nio fack runt en central innergård. Pevsner föreslår att en del av inredningen kan ha kommit från Devonshire House i London, som hade sålts av Dorothys far 1920 och rivits kort därefter. Simon Ball beskriver i sin studie av Macmillan och tre av hans samtida, The Guardsmen, Birch Grove som "substantiell om än oelegant".